# Yuki Kuriyama
Yuki Kuriyama (栗山 裕貴 Kuriyama Yūki?, nacido el 15 de septiembre de 1988 en Kumamoto, Kumamoto) es un exfutbolista japonés. Jugaba de delantero y su último club fue el Kagoshima United FC de Japón.

## Trayectoria

### Clubes
| Club                                 | País  | Año         |
| ------------------------------------ | ----- | ----------- |
| Sagan Tosu                           | Japón | 2007 - 2009 |
| Matsumoto Yamaga FC                  | Japón | 2009        |
| Mitsubishi Heavy Industries Nagasaki | Japón | 2010        |
| Kagoshima United FC                  | Japón | 2011 - 2014 |